# 뽀로로파크
뽀로로파크는 국내 인기 어린이 애니메이션 뽀롱뽀롱 뽀로로를 테마로 한 테마파크이다. 전국엔 약 16개의 뽀로로파크와 해외엔 중국(9개), 싱가포르, 사이판, 필리핀에 위치해 있다.

뽀로로파크의 공식 사이트이다.
뽀로로파크의 공식 인스타그램에서도 많은 정보를 얻을 수 있다.